# D-Link
D-Link Corporation a vu le jour en 1986 à Taipei sous le nom de Datex Systems Inc. Cette société, qui était à l’origine un fournisseur d’adaptateurs réseau, a par la suite évolué pour se spécialiser dans la conception, le développement et la fabrication de solutions de mise en réseau destinées aussi bien au grand public qu'aux entreprises.

## Historique
La société Datex Systems Inc. a pris le nom de D-Link Corporation en 1994 lorsqu’elle est entrée en Bourse et qu’elle est devenue fournisseur numéro un de solutions de mise en réseau sur le marché boursier de Taïwan. Elle est aujourd’hui cotée sur les marchés TSEC et NSE.
Sept personnes sont à l’origine de sa création, dont Ken Kao, l’ancien président de D-Link. Douglas Hsiao a été nommé président du conseil d'administration le 30 mars 2017.
En 1996, D-Link s'est également adressé au marché grand public.
En 2007, D-Link était le fournisseur numéro un mondial de solutions de mise en réseau sur le marché des petites et moyennes entreprises (PME) avec 21,9 % de parts de marché. En mars 2008, elle s’est hissée en tête du marché mondial des expéditions de produits Wi-Fi, avec 33 % du marché global. En 2007, la société a fait son entrée dans l’« Info Tech 100 », un classement des meilleures sociétés informatiques au monde. Elle a également été classée en 9e position des meilleures sociétés informatiques mondiales en termes de rendement des actions par BusinessWeek.

## Gamme de produits
Les produits D-Link sont axés sur le marché de la mise en réseau et des communications. La gamme D-Link destinée aux entreprises inclut des solutions de commutation, de sécurité et de connexion sans fil ; quant à la gamme grand public, elle englobe des solutions sans fil, haut débit et des produits Digital Home (notamment des caméras, des objets connectés).
C’est le tout premier fournisseur de solutions de mise en réseau à avoir commercialisé des produits Green Ethernet : D-Link a tout d'abord appliqué la technologie d'économie d'énergie à ses smart switches non gérés, avant de l’étendre à ses routeurs sans fil.

## D-Link en France
D-Link est représentée en France par sa filiale D-Link France située place Georges-Pompidou à Montigny-le-Bretonneux, il s'agit d'une sarl au capital social de 114 560 €, crée en juin 1990. Elle est dirigée par deux cogérants : M. Stefano Nordio et M. Kevin Wen. Son dernier bilan publié, pour l'année 2016, faisait état d'un chiffre d'affaires de 19 millions d'euros, pour un résultat d'exploitation de 121 000 €, en baisse de 34 % par rapport à 2015.
En 2005, la société avait déposé la marque "laviesansfil", mais l'a laissée expirer sans la renouveler en septembre 2015.

## Vulnérabilités
En 2013, certains firmwares de routeurs incluent une porte dérobée. Un user agent dont la chaîne d'identification serait “xmlset_roodkcableoj28840ybtide” pourrait reconfigurer le routeur sans avoir besoin de s'authentifier. Les modèles touchés sont : DIR-100, DIR-120, DI-624S, DI-524UP, DI-604S, DI-604UP, DI-604+ et TM-G5240. Quelques modèles de la marque Planex qui incluent le même firmware sont également concernés : BRL-04R, BRL-04UR et BRL-04CW.
En janvier 2017, la Federal Trade Commission a déposé une plainte contre D-Link pour avoir omis de prendre des mesures raisonnables pour sécuriser leurs routeurs et caméras IP, faisant ainsi courir un risque à leurs clients. D-Link a rejeté ces accusations et contacté l'Institut Cause of Action afin de déposer une requête contre la FTC.
En avril 2024, D-Link confirme une vulnérabilité critique qui affecte toutes les versions hardware de quatre modèles de serveur de stockage en réseau. Ces produits ayant atteint leur fin de support, la faille ne sera pas corrigée par l'entreprise, qui conseille de remplacer les appareils concernés.
Le 18 novembre 2024, D-Link publie encore une fois un bulletin de sécurité concernant une faille critique pour un grand nombre de ses routeurs,. L'entreprise ne souhaite pas corriger la faille puisque le support est terminé officiellement le 1er mai de la même année. Il est encore conseillé de remplacer les équipements concernés.